# 1660

## Събития
- 23 февруари – Карл XI става крал на Швеция, наследявайкои баща си, Карл X.
- 8 май – Английският парламент обявява принц Чарлз Стюарт за крал (Чарлз II) на Англия.
- 29 май – Английският крал Чарлз II е коронован на 30-ия си рожден ден.
- 28 ноември – В Грешам Колидж (Gresham College) група учени, между които Кристофър Рен, Робърт Бойл и Джон Уилкинс се събират и основават „Колеж за популяризиране на експерименталното обучение по физико-математически науки“, по-късно известен като Британско кралско научно дружество.
- В Англия Маргарет Хюз (Margaret Hughes) дебютира като първата актриса-жена в ролята на Дездемона в пиесата Отело.
- Швеция си възвръща южните провинции от Дания.

## Родени
- 19 февруари – Фридрих Хофман, немски лекар и химик († 1742 г.)
- 15 март – Олоф Рудбек-младши, шведски учен и изследовател († 1740 г.)
- 16 април – Ханс Слоун, британски лекар († 1753 г.)
- 2 май – Алесандро Скарлати, италиански композитор, баща на Доменико Скарлати († 1725 г.)
- 20 май – Андреас Шлютер, немски скулптор († 1714 г.)
- 28 май – Джордж I, крал на Великобритания († 1727 г.)
- 29 май – Сара Чърчил, херцогиня на Марлбъро, английска приятелка на кралица Ана († 1744 г.)
- септември – Даниел Дефо, английски писател († 1731 г.)
- 21 октомври – Георг Ернст Щал, немски лекар и химик († 1734 г.)
- 4 декември – Андре Кампра, френски композитор († 1744 г.)

## Починали
- 2 февруари – Говерт Флинк, нидерландски художник от Златния век на Нидерландия (р. 1615 г.)
- 2 февруари – Гастон Жан Батист, херцог на Орлеан, френски принц
- 13 февруари – Карл X, шведски крал
- 29 май – Франс ван Схотен, нидерландски математик, популяризирал аналитичната геометрия на Рене Декарт (р. 1615 г.)
- 30 юни – Уилям Отред, английски математик (р. 1575 г.)
- 6 август – Диего Веласкес, испански художник (р. 1599 г.)
- 12 септември – Якоб Катс, нидерландски поет, юрист и политик (р. 1577 г.)
- 4 октомври – Франческо Албани, италиански художник, представител на Барока (р. 1578 г.)
- 6 октомври – Пол Скарон, френски поет, драматург, романист (р. 1610 г.)
- 5 ноември – Александър дьо Род, френски йезуит, мисионер (р. 1591 г.)
- 22 декември – Андре Такет, белгийски математик (р. 1612 г.)
- Франсиско де Рохас Сориля, испански драматург (р. 1607 г.)